# Resolutie 582 Veiligheidsraad Verenigde Naties
Resolutie 582 van de Veiligheidsraad van de Verenigde Naties werd unaniem aangenomen op 24 februari 1986.

## Achtergrond
Tussen 1980 en 1988 waren Irak en Iran in een bloedige oorlog verwikkeld. Toen Iran begin 1982 de bovenhand haalde, besloot het Irak — dat de oorlog was begonnen — binnen te vallen om er enkele heilige steden te veroveren. In Irak stuitten ze echter op hevig verzet van een ingegraven vijand en het offensief mislukte. 
In 1983 ging Iran opnieuw zwaar in de aanval, maar ook deze keer zonder succes. Het gehavende Irak wilde terug vrede sluiten, maar Iran weigerde dat. De vastgelopen oorlog verplaatste zich onder meer naar de Perzische Golf. In 1984 viel Irak Iraanse olietankers aan, waarna Iran tankers aanviel die met Iraakse olie van Koeweit kwamen of van landen die Irak steunden. De meeste aanvallen werden door Iran uitgevoerd op Koeweitse tankers. 
In de periode 1985-86 begon Irak zonder veel succes een offensief, dat door Iran werd beantwoord met een tegenoffensief.

## Inhoud
De Veiligheidsraad:
- Heeft de kwestie tussen Iran en Irak in beraad genomen.
- Herinnert eraan dat de Veiligheidsraad al zes jaar op de hoogte blijft van de situatie en er beslissingen over heeft genomen.
- Is erg bezorgd over de voortzetting van het conflict met veel doden en schade tot gevolg.
- Herinnert aan de verplichting van alle lidstaten om geschillen vreedzaam op te lossen.
- Merkt op dat zowel Iran als Irak het protocol van Genève ondertekenden.
- Benadrukt dat het met geweld verwerven van grondgebied onaanvaardbaar is.
- Bemerkt de bemiddelingspogingen van de secretaris-generaal.

1. Betreurt de daden die tot het conflict leidden en de voortzetting ervan.
2. Betreurt ook de escalatie van het conflict, vooral invasies, het bombarderen van bevolkingscentra, aanvallen op neutrale schepen of vliegtuigen, schending van de internationale humanitaire wet en het gebruik van chemische wapens.
3. Roept Iran en Irak op tot een onmiddellijk staakt-het-vuren en het beëindigen van de vijandelijkheden te land, ter zee en in de lucht en terugtrekking.
4. Dringt aan op een uitwisseling van krijgsgevangenen kort na beëindiging van de vijandelijkheden.
5. Roept beide partijen op alle aspecten van het conflict op de onderhandelingstafel te brengen.
6. Vraagt de secretaris-generaal zijn inspanning voort te zetten.
7. Roept andere landen op afzijdig te blijven en niets te doen waardoor het conflict kan escaleren.
8. Besluit om op de hoogte te blijven.

## Verwante resoluties
- Resolutie 540 Veiligheidsraad Verenigde Naties
- Resolutie 552 Veiligheidsraad Verenigde Naties
- Resolutie 588 Veiligheidsraad Verenigde Naties
- Resolutie 598 Veiligheidsraad Verenigde Naties

Lijst ·  581 ·  582 ·  583 ·  584 ·  585 ·  586 ·  587 ·  588 ·  589 ·  590 ·  591 ·  592 ·  593